# Cecilie Drabsch Norland
Cecilie Drabsch Norland (* 10. November 1978 in Stavanger als Cecilie Drabsch) ist eine norwegische Paraschwimmerin.
Norland, die an Infantiler Zerebralparese leidet, nahm an den Paralympics von 2000, 2004 und 2008 teil. Sie erreichte im Jahre 2000 den vierten Platz in der Disziplin 50 Meter Freistil (Klasse S8) und den fünften Platz auf 100 Meter Freistil (Klasse S8). Im Jahre 2004 holte sie Gold auf 50 Metern mit 31,51 Sekunden und Bronze auf 100 Metern mit 1:12,29 Minuten. Bei der Eröffnungszeremonie der Paralympics 2008 war sie die Flaggenträgerin für Norwegen. Sie gewann im gleichen Jahr erneut Gold auf 50 Metern mit 32,09 Sekunden. In der Disziplin 100 Meter kam sie auf den fünften Platz. Sie lebt zurzeit in Hafrsfjord bei Stavanger.

## Auszeichnungen
- 2008: Paralympischer Ehrenpreis der norwegischen Regierung[2]
- 2008: Idrettsgallaen Para–Sportler des Jahres[3]